# 薛爾頓·賴提
薛爾頓·賴提（英語：Sheldon Lettich，/ˈlɛtɪtʃ/ LET-itch，1951年1月14日—），美國男編劇、導演及製片人。以與尚-克勞德·范·達美合作拍攝動作片長達20年而聞名。

## 生平
薛爾頓·賴提出生於紐約州紐約市，之後移居至加利福尼亞州洛杉磯成長。高中畢業後，他在美國海軍陸戰隊工作了近四年，在南越的第1海軍陸戰隊第3營擔任無線電操作員，後來又在加利福尼亞州彭德爾顿营的精英第1部隊偵察公司任職。他在大學期間以專業攝影師的身份工作，並以攝影研究員的身份參加了AFI音樂學院高級電影研究中心。儘管他最初的職業目標是成為攝影導演，但在AFI，他的興趣擴展到編劇和導演，這成為他在娛樂業務中最終獲得成功的兩個領域。
他部分基於在越南的經驗，與一群同樣有抱負的演員一起創作了著名的戲劇《曳光彈》（Tracers）。該劇首先於1980年7月4日在洛杉磯的奧德賽劇院（Odyssey Theater）上演，之後登上多間戲院。
賴提參與戲劇劇本寫作的同時，也在編寫許多電影劇本。其中與喬許·貝克合寫的《最後追殺令》，由布魯斯·坎貝爾演出，並由貝克執導。之後他的電影劇本開始引起好萊塢製片人的注意。賴提加入冷戰電影《俄國佬》（1987年）的編劇行列，電影由瓦昆·菲尼克斯主演。大約在同一時間，他還編寫了如今成為經典的武打片《拳霸天下》（1988年）劇本，成為尚-克勞德·范·達美的首部主演作。此外，他在越南的一部劇本引起了席維斯·史特龍的注意，使他得以與史特龍共同編寫《第一滴血3》（1988年）的劇本。
《拳霸天下》的成功不僅捧紅了范·達美，更建立了兩人長久的友誼。賴提在《聖戰東征》（1990年）後，又與他合作了《絕地雙尊》（1991年），該片為范·達美第一部在美國大型電影院上映的電影。賴提接著執導《王牌至尊》（1993年）和《代号火箭炮》（1997年），分別與動作演員馬克·德可斯可與丹尼爾·柏哈茲合作。
2000年，賴提執導了由杜夫·朗格主演的《魔鬼島》。該片製作上遇上了麻煩，資金不足、劇本差勁且賴提沒法更改它，讓《魔鬼島》成為他最不喜歡的作品。接著，他再度與范·達美合作《密殺指令》（2001年）及《絕命保鑣》（2006年）。
賴提與范·達美曾開發名為《神聖之血》（Holy Blood）的恐怖片，該演員將飾演一名前牧師，負責調查梵蒂岡的超自然現象。但他們遲遲未能能得足夠的資金來製作這個需要特效和動作的項目，使其陷入停滯。

## 外部連結
- 官方网站
- 薛爾頓·賴提在互联网电影资料库（IMDb）上的資料（英文）